# Metopobactrus
Metopobactrus és un gènere d'aranyes araneomorfes de la subfamília Erigoninae, dins de la família Linyphiidae. Es pot trobar a la zona holàrtica.
Fou descrit per primera vegada per Eugène Louis Simon l'any 1884.

## Llista d'espècies
Segons The World Spider Catalog 12.0:
- Metopobactrus ascitus (Kulczyński, 1894) – Est d'Europa
- Metopobactrus cavernicola Wunderlich, 1992 – Illes Canàries.
- Metopobactrus cornis Seo, 2018 – Corea
- Metopobactrus deserticola Loksa, 1981 – Eslovàquia, Hongria
- Metopobactrus falcifrons Simon, 1884 (Espècie tipus) – França, Espanya
- Metopobactrus nadigi Thaler, 1976 – Suïssa, Àustria, Itàlia
- Metopobactrus nodicornis Schenkel, 1927 – Suïssa, Àustria
- Metopobactrus orbelicus Deltshev, 1985 – Bulgària
- Metopobactrus pacificus Emerton, 1923 – USA
- Metopobactrus prominulus (O. Pickard-Cambridge, 1873) – Canadà, Europa, Turquia, Caucas, Rússia, Japó
- Metopobactrus verticalis (Simon, 1881) – França, Corsega, Itàlia